# 家庭教育
家庭教育 (かていきょういく) とは、親がその子に家庭内で、言葉や生活習慣、コミュニケーションなど生きていく上で必要なライフスキル（生きていくうえでの技術）を身につける援助をしてやること。類似・関連語には躾（しつけ）がある。

## 概要
家庭は、人間の社会の最小単位である個人の次に小さい単位である。個人は、世界に生れ落ちた時点では「社会的動物であるところの人間」ではない。忌憚無く言ってしまうと、全く教育を受けていない状態では、人の姿をした動物（獣と同等）であるとも考えられる。このため人間らしく生活できるための、最も基本的な段階の教育として、乳幼児の段階より段階を追って教育していく行為である。
成長するに従って、個人が家庭内で受ける影響は計り知れない。食事やマナー、あるいは立ち振る舞いや物の考え方に至るまで、多岐にわたる。

### 様式
文明社会に生活する上で、朝起きたら顔を洗い、朝食を取る・歯磨きをすることから始まって、一般会話で必要とされる言葉や、人にものを頼むときの口の利き方などのコミュニケーション方法、トイレの使用方法（→トイレットトレーニング）や掃除の仕方などまで、様々な習慣があり、これらは家庭内で身に付けるものである。
一般的にこれらは、手本を示し、させてみて、うまく出来たら誉める（賞）という行動で強化していく。また失敗したら叱る（罰）などとも行われるが、過度に叱ると萎縮するなどの問題行動を誘発させる事も危惧されるため、基本的に初期の頃は、余程の悪戯（広範囲への落書きなど）でもない限りは、余り叱らない事が多い。
成長するに従って、親や兄弟・姉妹、あるいは近隣住民といった他人との接し方を学んだり、または学校教育では教わらない事柄を、生活を通して覚えていく。与えられた小遣いをどう使うかすらも、家庭教育の一端と考える事ができる。子供は成長に従って、生活のさまざまな面で学ぶ事になるため、日常の生活そのものが、家庭教育であるともいえるだろう。
その一方で、専用の教材や知育玩具を利用して、積極的に何らかの教育を行う場合もある。この辺りは、幼児教育（就学前教育）ないし早期教育や、関連項目の各項を参照。

## 問題面
今日、この基本的な教育行為が、精神的な未熟さや多忙などの理由で出来ない親が社会的に取り沙汰される傾向が見られる。一般的価値観の中には、「親は子供も育てられて当たり前」とする価値観も見られるが、それが諸々の理由もあって出来ないことにより、親の苛立ち・不満・ストレスが鬱積し、子どもへの暴力ないし放置（→児童虐待）として顕著化した事件も見られる。また、育児ストレスのように、自分の子供に接し育てることが苦痛となるケースも問題視される。
これらでは、当人の能力不足という面も指摘されるが、その一方で社会的価値観の変容にも問題を見出す事ができる。いずれにせよ、児童虐待といった事態では、当事者全員がもれなく不幸となってしまうことは明白であるため、その改善が必要とみなされ、様々な予防・救済・援助が試行錯誤により提供されている。
特に、乳幼児を相手としてのこうした親の能力不足を、次世代育成能力（Generativity）の欠如と呼ぶ。児童相談所や公立の保育園などでは、電話などによる育児相談やQ&Aのリーフレットなど配布したりしている。
また、祖父母が同じ家庭内にいない核家族化の影響も大きく、居る家庭に比べて家庭の中での緩衝システムの有無も、子供にとって大きな影響を及ぼしているといえよう。この辺りには夫婦間の無関心や無理解によっても加速する傾向も見られ、逆に夫婦間で家庭教育といった役割の分担で片方の負荷を軽減させる事により、児童虐待などの問題行動を抑制できるといった報告も少なからず見られる。

### 他の教育機関との関係
学校（小学校など）の週休2日に伴い、休みになった土曜日に親が子どもにどのような教育サービスを提供してやることが出来るかというのも、親の難題になっている。学童クラブやスポーツ少年団、学習塾などが、家庭教育と共に子供たちを育てている。また家庭学習を助ける学習教材関連の企業が、インターネット経由の学習支援ビジネスを展開する企業がある。
これは不況や離婚増に伴ってこれらの家庭教育に割ける労力の乏しい家庭が増え、なおかつ学校の教育力が低下している状況では、児童生徒の教育に対してかなり悪影響が生じると見られており、これにはゆとり教育による学校の教育力低下は、余裕のある階層とそうでない階層の子供の学力面・発達面での格差がさらに拡大させるものと懸念されている。

## 備考
この家庭教育であるが、社会的変容や価値観の変容、あるいはそれら情報の氾濫により、子の保護者が混乱・迷走する傾向も見られる。近年ではコンプレックス産業的な様々な不安を煽る産業すら見られ、これら業態に依存する保護者すら見受けられる。
ただ家庭教育においては、それを成すことに対して専門教育が行われている訳ではなく、それらは連綿と親から子へと習慣的に引き継がれていった行動様式であるに過ぎない。ただ近年では少子化にも伴い、物心付く以前の家庭教育の文化が、子に伝え難い傾向もうかがえる。しかし、その一方で電話やインターネットといった通信媒体の発達で、たとえ核家族でも経験者（祖父母）のアドバイスを受けやすい。
とはいえ、それら通信媒体やテレビなどのマスメディアが、大量の情報を提供する事による混乱も発生している。育児書も様々なところから出版され、近年の日本では育児雑誌といったジャンルの発達も著しい。中には通信教育による幼児の教育を行う業態もあり、そのカリキュラム進行で我が子の発達具合に不安を覚える人すら見られる。

なお、家庭教育に関する学会としては日本家庭教育学会()、家庭教育の専攻を有する大学として八洲学園大学がある。